# Чернівецька височина

Чернівецька височина на мапі Українських Карпат і Передкарпаття

Черніве́цька височина́ — пасмово-горбисте підвищення у центральній частині межиріччя Пруту і Сірету, в межах Чернівецької області. Є складовою Передкарпатської височини. Простягається з півночі на південь на 25 км. Максимальні висоти — понад 500 м (гори Цецино, 537 м; Поеніта, 505 м). Складена породами осадового чохла Львівського палеозойського прогину (неогенними вапняками, перекритими піщано-глинистою товщею). Поширені циркоподібні улоговини. 
Є великі масиви ялицево-букових та дубово-грабових лісів. Частина лучних степів, суходільних лук та лісів розорана. У структурі ландшафтів переважають місцевості пасмових височин з урочищами, вузьких гострогребеневих звивистих пасом, що утворюють найвищі орографічні лінії, та хвилясто-улоговинних височин. Високотерасові місцевості широкою смугою простягаються вздовж правого берега Пруту. Рекреаційна, парково-заповідна зона Чернівців, район туризму. У межах Чернівецької височини розташовані частини Чернівецького регіонального парку.